# شرطة كابيتول الولايات المتحدة
شرطة كابيتول الولايات المتحدة ( USCP ) هي وكالة تنفيذية فيدرالية في الولايات المتحدة مكلفة بحماية كونغرس الولايات المتحدة داخل مقاطعة كولومبيا وفي جميع أنحاء الولايات المتحدة وأقاليمها. تجيب فقط للكونجرس ، وليس لرئيس الولايات المتحدة ، وهي الوكالة الفيدرالية الوحيدة لإنفاذ القانون تحت أمر الفرع التشريعي للحكومة الفيدرالية للولايات المتحدة .

## نظرة عامة

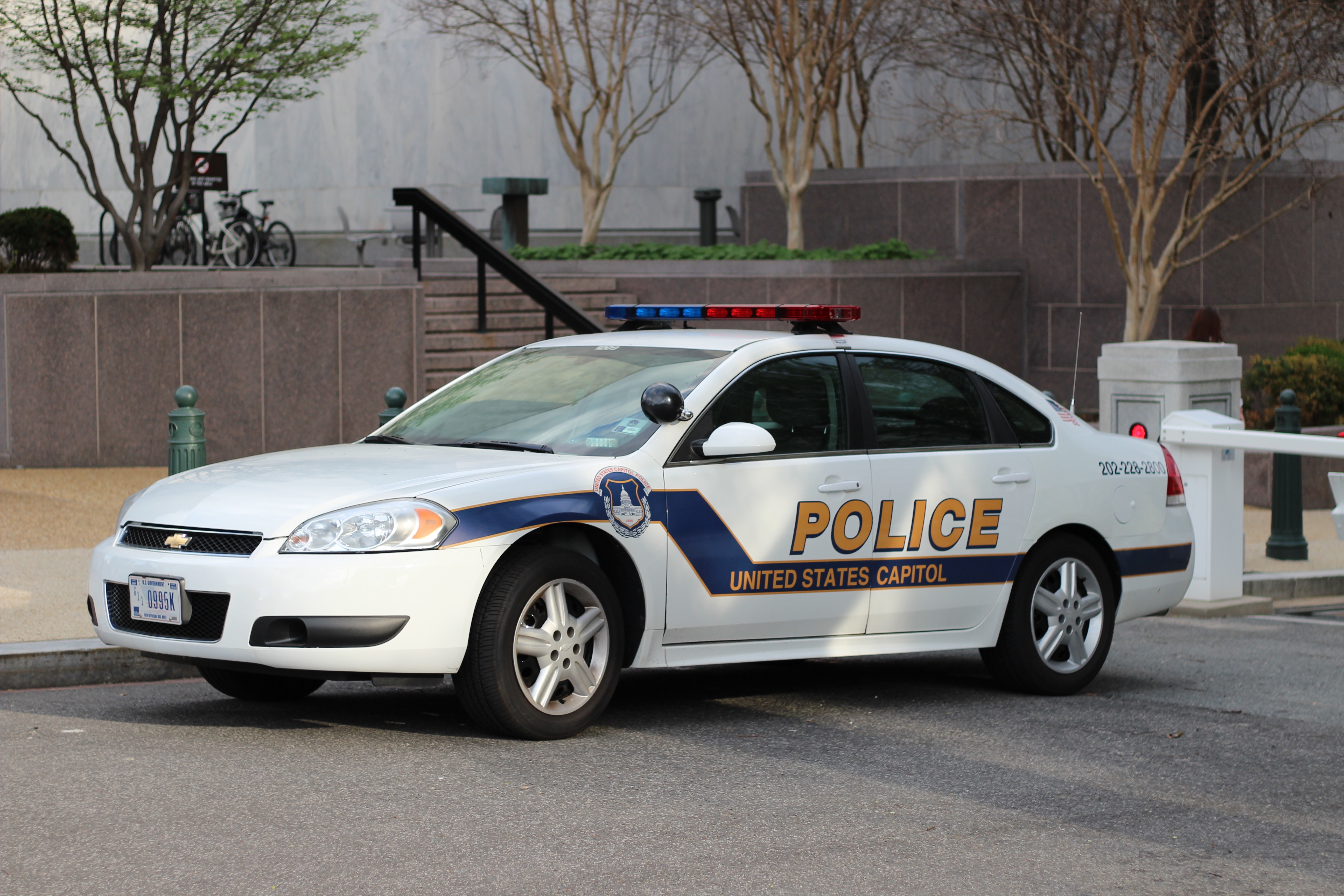
سيارة شرطة الكابيتول ، 2015

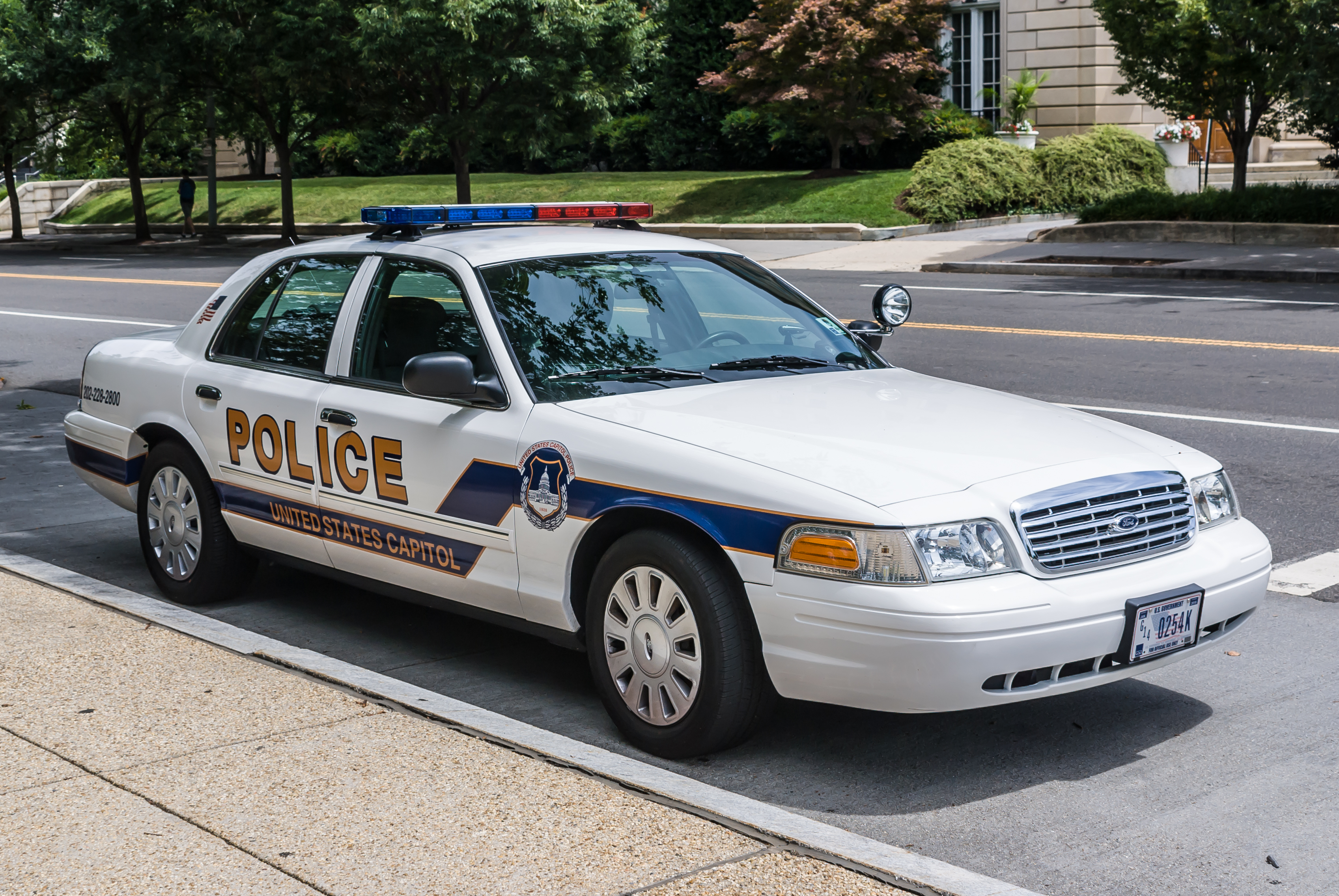
كابيتول بوليس ، سيارة شرطة فيكتوريا كراون اعتراضية ، 2012

تتحمل شرطة الكابيتول الأمريكية المسؤولية الأساسية عن حماية الأرواح والممتلكات و منع الأعمال الإجرامية وكشفها والتحقيق فيها ؛ وإنفاذ لوائح المرور في مجموعة كبيرة من مباني الكونغرس والحدائق والطرق العامة. لشرطة الكابيتول صلحيات حصرية داخل جميع مباني و مجمع الكابيتول في الولايات المتحدة وكذلك مكتبة الكونغرس . ولديها أيضًا صلحيات حصرية مع وكالات إنفاذ القانون الأخرى ، بما في ذلك إدارة شرطة العاصمة في مقاطعة كولومبيا. كما يتمتع الضباط بصلحيات قضائية في جميع أنحاء مقاطعة كولومبيا لاتخاذ إجراءات إنفاذ القانون عندما يلاحظون أو يتم إعلامهم بجرائم العنف أثناء أداء مهامهم الرسمية. بالإضافة إلى ذلك ، فإنهم مكلفون بحماية أعضاء الكونغرس ، و نوابه، وأسرهم في جميع أنحاء الولايات المتحدة بأكملها ، وأقاليمها وممتلكاتها ، ومنطقة كولومبيا. أثناء أداء وظائف الحماية ، تتمتع شرطة الكابيتول بالولاية القضائية في جميع أنحاء الولايات المتحدة بأكملها. 

## تدريب
شرطة الكابيتول الأمريكية هي واحدة من العديد من الوكالات التي تَرسل المُجندين إلى مركز التدريب على تطبيق القانون الفيدرالي (FLETC) ، الموجود في جلينكو ، جورجيا ، للتدريب الأولي. بعد 12 أسبوعًا في FLETC ، يعود المجندون إلى موقع FLETC في شلتنهام بولاية ماريلاند ، لمدة 13 أسبوعًا إضافيًا من التدريب. بعد تدريب أكاديمية المجندين ، يؤدي الخريجون القسم كضباط إنفاذ القانون ويتم تعيينهم في واحدة من الأقسام الأربعة لبدء حياتهم المهنية. بمجرد تعيينهم ، يتم تعيين الضباط تحت أمر ظابط تدريب ميداني (FTO) لفترة محددة لتقديم تدريب إضافي أثناء العمل. يقدك ظابط التدريب الميداني تحديثات أسبوعية حول الموضوعات التي تم تعلمها وإصدار اختبارات للضباط الجدد. ويخضع الضباط أيضًا لفترة اختبار مدتها عام واحد. الراتب الأولي في بداية التدريب هو 55,653 دولارًا ، مع زيادة إلى 57,604 دولارًا بعد التخرج. بعد 30 شهرًا من الأداء المُرضي والترقية إلى الدرجة الأولى الخاصة (PFC) ، يتم زيادة الراتب إلى 64,590 دولارًا. 
| عنوان                             | شارة |
| --------------------------------- | ---- |
| رئيس الشرطة                       |      |
| مساعد رئيس الشرطة / رئيس العمليات |      |
| نائب رئيس                         |      |
| مفتش                              |      |
| قائد مُنتخب                        |      |
| ملازم                             |      |
| شاويش                             |      |
| المحقق / MPO                      |      |
| فني                               |      |
| ضابط درجة أولى                    |      |
| ضابط                              |      |
| ضابط تحت التمرين                  |      |